# Mesjid Trienggadeng
Mesjid Trienggadeng is een bestuurslaag in het regentschap Pidie Jaya van de provincie Atjeh, Indonesië. Mesjid Trienggadeng telt 684 inwoners (volkstelling 2010).